# Samira Negrouche
Samira Negrouche, écrivaine et poète algérienne d'expression française, née à Alger le 13 septembre 1980. Médecin, elle arrête l'exercice de son métier pour se consacrer à l'écriture.

## Biographie
Samira Negrouche naît en 1980 à Alger,. Elle est élevée par sa mère tandis que son père kabyle travaille en France, dans la région de Lyon.  
Samira Negrouche est une autrice algérienne francophone reconnue internationalement par sa poésie principalement, mais elle écrit aussi des textes en prose, académiques et dramaturgiques, entre autres. Elle réalise un important travail de traduction de la poésie contemporaine arabe et anglaise vers le français. Son esprit inventif la pousse à collaborer avec des artistes d'autres disciplines, telles que la musique, les arts visuels, le théâtre, la danse.
Samira Negrouche fut bénéficiaire d’une bourse du Centre national du livre et de l'Agence Rhône-Alpes pour le livre et la documentation (ARALD), pour une résidence littéraire en France entre 2004 et 2005. Elle fut invitée à la Maison d’Arthur Rimbaud dite La Maison des Ailleurs de Charleville-Mézières. Son travail figure parmi ceux des dix-huit poètes francophones associés à l’installation sculpture/gravure "Alchimie des ailleurs" de l’artiste canadien Michel Goulet, œuvre publique inaugurée en octobre 2011, sur le quai Rimbaud à Charleville-Mézières.
Elle fonde l'association culturelle Cadmos en 1999 et organise de nombreuses rencontres littéraires et artistiques à Alger et dans d'autres villes. Entre 2006 et 2010 se sont tenus à Alger et à Bejaïa, Algérie, les festivals interdisciplinaires À Front-Tiers de poésie, organisés et créés par Negrouche. Elle a également coordonné et conçu le printemps des poètes en Algérie entre 2008 et 2012. 
En 2009, à Lyon, un de ses spectacles "Sans précaution…" a eu un grand retentissement ; c’était une représentation réalisée avec la musicienne et chanteuse grecque Angélique Ionatos. D'autres spectacles ont été présentés avec une autre compositrice, guitariste et chanteuse grecque, Katerina Fotinaki. Elle a aussi créé, en 2012, le spectacle "Soleils, à rebours de la poésie d’Algérie", un spectacle qui a une belle réussite, pour célébrer les cinquante ans de l'indépendance de l'Algérie.
Pendant 2012, pour la revue Ici et là, elle fait un travail d’édition de poésie francophone algérienne, contemporaine. On constate la collaboration de Negrouche avec différentes revues spécialisées, parmi lesquelles: Action poétique, Autre Sud, Les Archers, Babilonia (Turin), Étoiles d’encre, CELAAN (New York), Soliana (Sardaigne), Ici è là, Art scènes, Revue du Pen international (Londres), Apokalipsa (Slovénie), Po&sie (Paris), Bomb Magazine (New York), Berlin Quarterly (Berlin)....
Cette intellectuelle mène une vie littéraire très active. Elle est régulièrement invitée à participer à des événements littéraires internationaux; très souvent, elle s'implique non seulement avec ses conférences ou ses performances poétiques mais aussi avec son travail dans la coordination et la gestion même, de ces rencontres. De 2008 à 2015, elle fait partie du comité international du festival Voix de la Méditerranée de Lodève. Elle  est secrétaire générale du PEN club algérien.
Résidente à la fondation Saint John Perse en 2016 et de l'Espace Pandora en 2017. Elle a été l'invitée d'honneur du printemps des poètes 2017 aux itinéraires poétiques en Yvelines. Invitée de l'édition 2017 des rencontres internationales Cairns, elle est également la marraine de la 27ème édition du festival de poésie Gratte-Monde à Grenoble.
Elle a bénéficié d'une Carte blanche à Orléans pour le printemps des poètes de 2022.   
Elle a écrit les textes du spectacle « D’où que tu viennes » la nouvelle création de Karim Ammour mise en scène par Hélène Vienne. Co-composée avec les musiciens et chanteurs : Mehdi Nassouli, Tayeb Laoufi, Sarah Ammour, Juliette Ammour et Samuel Lecomte.Inspirée par des souvenirs d’enfance et les figures féminines qui les ont marqués, cette œuvre plonge le public dans 7 univers musicaux, portés sur scène par 11 artistes complices et les 1 000 voix du chœur nantais Urban Voices. Ce voyage inspiré des sonorités gnawas du Maroc, marque le renouveau de cette aventure vocale et humaine incroyable qui perdure depuis 10 ans. Les concerts ont eu lieu les samedi 9 et dimanche 10 juillet 2022 à 15h, 18h et 21h. urbanvoicesnantes.com
Sa poésie est traduite dans vingt cinq langues dont l'anglais, l'arabe, le bulgare, l'espagnol, l'italien et le grec.
Elle vit à Alger.
Depuis le 4 mai 2023, elle est Maître ès jeux de l'Académie des Jeux floraux.

## Livres d'artistes
- Cabinet secret, avec trois œuvres de Enan Burgos, Color Gang, 2007.
- Bâton / Totem - livre d'artiste avec Ali Silem, 2016
- Voit la nuit - livre d'artiste avec Ali Silem, 2017
- Nuage du matin - livre d'artiste avec Jacky Essirard, 2017
- Il ou Elle, livre d'artiste avec Marc Giai-Miniet, éditions du nain qui tousse, 2018
- Suspends la langue, livre d'artiste avec Marc Giai-Miniet, éditions du nain qui tousse, 2018
- Flux 1 & 2, livre d'artistes avec Lamine Sakri et Ryma Rezaiguia, Les ateliers sauvages 2018
- 2X2, livre d'artistes avec Lamine Sakri et Ryma Rezaiguia, Les ateliers sauvages 2018

## Ouvrages collectifs
- Le retour dans Le bocal algérois, édité et mis-en-scène par Gare-au-théâtre à Vitry-sur-Seine, 2003.
- J’ai embrassé l’aube d’été, Villeurbanne, Éditions La Passe du vent, 2004.
- L’Heure injuste !, dans L'Heure injuste, Villeurbanne, Éditions La Passe du vent, 2005.
- Départements et territoires d’outre-ciel, Villeurbanne, Éditions La Passe du vent, 2006.
- "Nei bastioni della culturalita", dans Violenza sensa legge, (éd.) Marina Calloni, Édition De Agostini, 2006.
- Dans le privilège du soleil et du vent, Villeurbanne, Éditions La Passe du vent, 2007.
- "Désertification", dans Anthologie des dix ans du festival Voix de la Méditerranée de Lodève (double CD), poètes sélectionnés par l’écrivain et poète canadienne Denise Boucher. 2007
- "Café sans sucre, dans Dans le privilège du soleil et du vent, Villeurbanne, Éditions la passe du vent, 2007.
- "Mon père ce passé présent", dans Mon père, (éd.) Leila Sebbar, Éditions Chèvrefeuille étoilée, 2007.
- "Correspondance avec l’écrivain Nicole Caligaris", dans Il me sera difficile de venir te voir, Éditions Vents d’ailleurs, 2008.
- Triangle : Poésies en traduction, Alger: Alpha, 2009.
- "S’il fallait trouver un sens, dans Pour tous ! Démocratiser l’accès à la culture 1789-2009, Villeurbanne, Éditions La Passe du vent, 2009.
- Samira Negrouche (ed.), Lignes d'horizons, Blida, Éditions du Tell, 2010.
- "Qui connait le désert sait qu'il n'est jamais vraiment ouvert", Allemagne Michael Jeismann (éd.), Mauerreise. Grenzsituationen rund um die Welt, Goettingen: Steidl Verlag, 2010.
- La Vérité de la nature, dans Rousseau au fil des mots, Lyon: Le passe du vent, 2012.
- Maram al-Masri (ed.), Femmes poètes du monde arabe, anthologie, Paris, Le Temps de cerises, 2012.
- Samira Negrouche (ed.), Quand l’amandier refleurira, Anthologie de poètes algériens contemporains, Paris, Éditions de l’Amandier, 2012.
- "Sept petits monologues du jasmin", dans Histoires minuscules des révolutions arabes, Montpellier, Chèvrefeuille étoilée, 2012.
- "Du Feu que nous sommes". Anthologie poétique. Bordeaux, Abordo Éditions, 2019.
- Goutte à goutte, revue Europe N° 1094 - 1095 - 1096 été 2020, numéro dédié à Dib en son centenaire et à Jean Sénac.

## Traductions de son œuvre
- A chacun sa révolution, bilingue fr/it, Trad. G. Napolitano, Naples, Édition La stanza del poeta, Italie. 2006
- Il palo elettrico soltanto, traduction en italien par Giovanni Dettori, dans "Soliana", n°1, (Cagliari), nov. 2007. Revue de culture, p. 21-25.
- Banipal, Magazine of Modern Arab Literature, N°45, poèmes traduits en anglais par Marilyn Hacker, Winter 2012.
- Jazz degli ulivi, traduit en italien par Annie Urselli, Alberobello, Italie: Poiesis Éditrice, coll. Diwan della poesia, 2011.
- A ciento ochenta grados, traduit en espagnol et préfacé par Carlos Alvarado-Larroucau, Rosario - Buenos Aires, Argentine: Gog y Magog, 2012.
- Monologues du jasmin, traduit en bulgare par Krassimir Kavaldjiev, Small Press Stations, Sofia, Bulgarie 2015
- Udsat Erindring, traduit en danois par Morten Chemnitz. NorthLit éditions, Aarhus, Danemark 2018
- The olive-trees’ Jazz and other poems, traduit en américain par Marilyn Hacker. Pleiades Press, États-Unis, 2020 (finaliste du Dereck Walcott Prize for Poetry 2021 et du National Translation Award in Poetry ALTA 2021)
- Solio, traduit en anglais par Nancy Naomi Carlson. Seagull Books, 2024